# Alfaro Vive Carajo!
Fuerzas Armadas Populares Eloy Alfaro, també conegut com ¡Alfaro Vive, Carajo! (AVC) va ser un grup clandestí d'esquerra a Equador, fundat el 1982 inspirat en la figura d'un líder històric del país, el general Eloy Alfaro.
L'AVC va rebre per primera vegada l'atenció nacional el 1983, quan van irrompre en un museu i van robar les espases que havien estat utilitzades per Eloy Alfaro. Se sospitava que alguns dels líders del grup tenien vinculacions amb Cuba, Líbia i Nicaragua, i el mateix grup estava vinculat amb grups extremistes d'altres països d'Amèrica Llatina, com l'M-19, i el Moviment Revolucionari Túpac Amaru. Entre 1986 i 1987, l'AVC va dur a terme diversos segrestos, robatoris de bancs i una fàbrica. També van ocupar una sèrie d'estacions de ràdio per difondre propaganda, i va matar quatre agents de policia en un atac per alliberar un membre del grup sota custòdia policial.
En resposta a aquesta activitat, el govern va començar a dur a terme atacs contra el grup. El 1987, un gran nombre de líders i militants d'AVC havien estat assassinats o arrestats. El 1989, el govern de l'Equador va arribar a un acord amb AVC per posar fi a la seva violència. L'any 1991, el grup es transforma en un partit polític legítim. Un any més tard, vuit membres del grup va realitzar una entrada il·legal, però no violenta a l'Ambaixada Britànica a Quito, exigint l'alliberament d'un líder del grup que va ser empresonat després pel govern equatorià.
El grup va ser objecte d'un documental l'any 2007 anomenat ¡Alfaro vive carajo! Del Sueño Al Caos.